# Corbin Bernsen

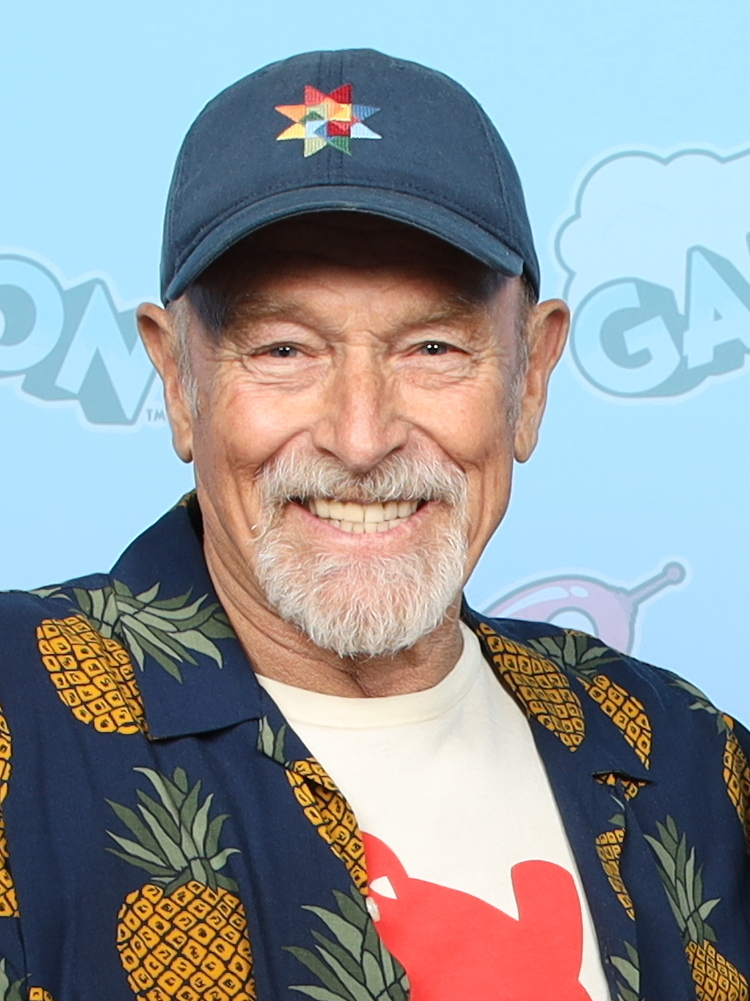
Corbin Bernsen (2024)

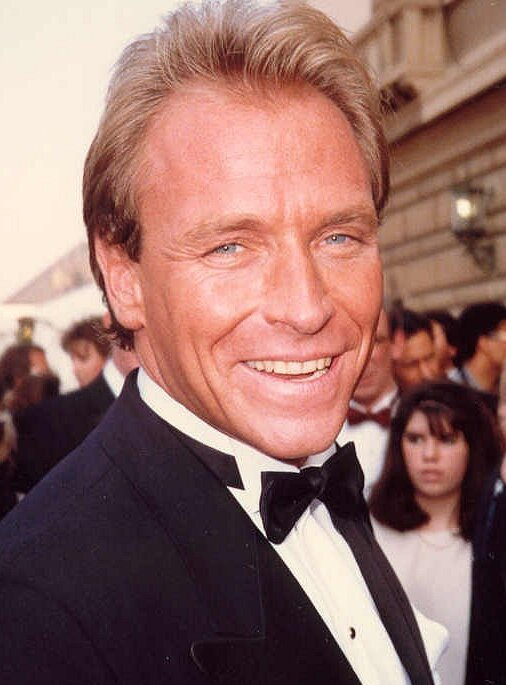
Bernsen bei den Emmy-Awards 1987

Corbin Dean Bernsen (* 7. September 1954 in Los Angeles, Kalifornien) ist ein US-amerikanischer Schauspieler, Filmregisseur und Drehbuchautor.

## Leben und Karriere
Der Sohn der Schauspielerin Jeanne Cooper begann seine Karriere im Alter von sieben Monaten als weiblicher Säugling in einer Pepsi-Cola-Werbung. Nach Abschluss der Highschool studierte er an der UCLA Theaterwissenschaften. Nach einigen kleinen Rollen, unter anderem in King Kong aus dem Jahr 1976, machte Corbin Bernsen Anfang der 1980er Jahre in der Seifenoper Ryan’s Hope auf sich aufmerksam.
Sein Durchbruch gelang ihm 1986 mit der Rolle des Arnie Becker in L.A. Law – Staranwälte, Tricks, Prozesse. Dafür wurde Bernsen je zweimal für den Emmy und den Golden Globe nominiert. Ab Mitte der 2000er Jahre spielte er Hauptrollen in den langlebigen Fernsehserien Schatten der Leidenschaft und General Hospital und hatte Gastauftritte in Serien wie Outer Limits – Die unbekannte Dimension, JAG – Im Auftrag der Ehre, Boston Legal und Third Watch – Einsatz am Limit. Als Hauptdarsteller der Fernsehserie Countdown X – Alarm im All spielte Corbin Bernsen den USAF Colonel Henry J. „Bull“ Eckert.
Bernsen spielte auch in zahlreichen Filmen wie Die Indianer von Cleveland, The Dentist, Der Ring der Musketiere, Tod im Spiegel oder Kiss Kiss, Bang Bang mit. Für letzteren war er 2005 für einen Satellite Award nominiert.
Von 2006 bis 2014 spielte er in der Serie Psych als Ex-Cop Henry Spencer den Vater der Hauptfigur Shawn Spencer. 2005 gab Bernsen mit der Filmkomödie Carpool Guy sein Debüt als Regisseur. 2009 folgte mit Donna on Demand ein Drama, außerdem inszenierte er mit Dead Air einen Horrorfilm. Weitere Filme folgten, bei den er auch als Drehbuchautor in Erscheinung trat. Zudem ist er auch als Produzent seiner eigenen Inszenierungen tätig.
Bernsen ist seit 1988 mit der britischen Schauspielerin Amanda Pays verheiratet. Gemeinsam haben sie vier Söhne. In erster Ehe war Bernsen mit Brenda Cooper verheiratet.

## Filmografie (Auswahl)
- 1976: King Kong
- 1984–1985: Ryan’s Hope (Fernsehserie, fünf Folgen)
- 1986–1994: L.A. Law – Staranwälte, Tricks, Prozesse (L.A. Law, Fernsehserie, 171 Folgen)
- 1987: Hello Again – Zurück aus dem Jenseits (Hello Again)
- 1989: Im Tresor ist die Hölle los (Disorganized Crime)
- 1989: Die Indianer von Cleveland (Major League)
- 1990: Raumschiff Enterprise – Das nächste Jahrhundert (Star Trek: The Next Generation, Fernsehserie, Folge 3x13)
- 1991: Tod im Spiegel (Shattered)
- 1992: Ein Geist zum Küssen (Love Can Be Murder, Fernsehfilm)
- 1992: Der Ring der Musketiere (Ring of the Musketeers)
- 1992: Seinfeld (Fernsehserie, Folge 4x1)
- 1994: Die Indianer von Cleveland II (Major League II)
- 1994: Die Nanny (Fernsehserie, Folge 2x09)
- 1994: Firehawk – Operation Intercept (Aurora: Operation Intercept)
- 1995: Tatort Schlafzimmer (Dangerous Intentions)
- 1995: Töte oder stirb! (Tails You Live, Heads You’re Dead)
- 1996: The Dentist
- 1996: Great White Hype – Eine K.O.Mödie (The Great White Hype)
- 1996–1997: Countdown X – Alarm im All (The Cape)
- 1997: Sturmflut – Inferno an der Küste (Tidal Wave)
- 1998: The Dentist 2
- 1998: Zweite Liga – Die Indianer von Cleveland sind zurück (Major League: Back to the Minors)
- 1999–2004: JAG – Im Auftrag der Ehre (JAG, Fernsehserie, acht Folgen)
- 2000: Outer Limits – Die unbekannte Dimension (The Outer Limits, Fernsehserie, Folge 6x14)
- 2002: L.A. Law – Der Film (L.A. Law: The Movie)
- 2002: Atomic Twister – Sturm des Untergangs (Atomic Twister)
- 2004: Third Watch – Einsatz am Limit (Third Watch, Fernsehserie, Folge 6x10)
- 2004–2017: Schatten der Leidenschaft (The Young and the Restless, Fernsehserie 22 Folgen)
- 2005: Kiss Kiss, Bang Bang
- 2005: Carpool Guy (auch Regie)
- 2006: General Hospital (Fernsehserie, 14 Folgen)
- 2006: Boston Legal (Fernsehserie, Folge 2x17 Feurige Hochzeit)
- 2006–2014: Psych (Fernsehserie, 120 Folgen)
- 2008: Vipers (Fernsehfilm)
- 2009: Donna on Demand (auch Regie)
- 2009: Dead Air (auch Regie)
- 2010: Rust (auch Regie und Drehbuch)
- 2011: Criminal Minds (Fernsehserie, Folge 6x15)
- 2011: Castle (Fernsehserie, Folge 3x18)
- 2011: Das Herz eines Helden (25 Hill)
- 2012: Ein Jahr vogelfrei! (The Big Year)
- 2013: The Glades (Fernsehserie, drei Folgen)
- 2013: Hawaii Five-0 (Fernsehserie, Folge 4x06)
- 2014: Scorpion (Fernsehserie, Folge 1x04)
- 2014: Anger Management (Fernsehserie, Folge 2x90)
- 2014: Motive (Fernsehserie, Folge 2×4)
- 2015: Navy CIS: New Orleans (NCIS: New Orleans, Fernsehserie, Folge 1x12)
- 2017: American Gods (Fernsehserie, Folge 1x06)
- 2017: Psych: The Movie (Fernsehfilm)
- 2018: Billions (Fernsehserie, vier Folgen)
- 2018–2021: Magnum P.I. (Fernsehserie, vier Folgen)
- 2018–2022: Atlanta Medical (The Resident, Fernsehserie)
- 2019: Marvel’s The Punisher (Fernsehserie, vier Folgen)
- 2019: The Russian Bride – Bis dass der Tod uns scheidet (The Russian Bride)
- 2020: Psych 2: Lassie Come Home (Fernsehfilm)
- 2021: Psych 3: This Is Gus (Fernsehfilm)
- 2021: Küss mich, Mistkerl! (The Hating Game)
- 2022: City on a Hill (Fernsehserie, sieben Folgen)
- 2023: White House Plumbers (Fernsehserie, eine Folge)
- 2023: Christmas at Keestone
- 2025: Tow